# Allan Gustafsson (friidrottare)
Allan Gustafsson, född den 26 november 1920, död 1999, var en svensk friidrottare (stående höjdhopp och stående längdhopp). Han tävlade för klubben Örgryte IS och vann SM i stående höjdhopp åren 1939-1941, 1944-1947 och 1950-1952 samt i stående längdhopp åren 1946, 1947, 1950 och 1952.